# Bathophilus nigerrimus
Bathophilus nigerrimus is een straalvinnige vissensoort uit de familie van Stomiidae. De wetenschappelijke naam van de soort is voor het eerst geldig gepubliceerd in 1882 door Giglioli.